# Dulce María Adame González
Dulce María Adame González (Ciudad de México, 30 de junio de 1983) es una escritora, editora e investigadora mexicana.

## Biografía
Nacida en la Ciudad de México en 1983, obtuvo una licenciatura en en lengua y literaturas hispánicas, así como una maestría en letras mexicanas, ambas por la Facultad de Filosofía y Letras de la Universidad Nacional Autónoma de México (UNAM). Posteriormente realizó un doctorado en letras mexicanas también en su alma mater.
Se desempeña como investigadora en el Centro de Estudios Lingüísticos y Literarios de El Colegio de México, así mismo ha realizado labores de investigación en edición crítica textual, filología, y la literatura y hemerografía mexicana del siglo XIX; parte de su investigación se ha enfocado al estudio y la recuperación de la obra del escritor Pedro Castera.
Ha realizado la edición crítica y anotada de diferentes libros: Ensueños y Armonías y otros poemas (2015), Querens (2020), Las minas y los mineros (2020), y El de los claveles dobles (2021).

## Publicaciones seleccionadas

### Antologías
- Treviño García, Blanca Estela; Adame González, Dulce María, eds. (2010). La vida en México (1849 - 1909): noticias, crónicas y consideraciones varias del acontecer en el país. México: Jus / Instituto Nacional de Bellas Artes / Universidad Autónoma de Nuevo León / Consejo Nacional para la Cultura y las Artes. ISBN 978-607-605-016-3.

### Ediciones
- Castera, Pedro; Adame González, Dulce María (2015). Ensueños y armonías y otros poemas (Primeraición edición). México: Universidad Nacional Autónoma de México. ISBN 9786070270536.
- Castera, Pedro; Adame González, Dulce María (2020). Querens (1890) (Primeraición edición). Ciudad de México: Universidad Nacional Autónoma de México, Instituto de Investigaciones Filológicas. ISBN 9786073028042.
- Castera, Pedro (2020).  Adame González, Dulce María, ed. Las minas y los mineros. Penguin Random House Grupo Editorial. ISBN 9786073187916.
- De Campo Valle, Ángel Efrén (2021).  Adame González, Dulce María, ed. El de los claveles dobles. Universidad Nacional Autónoma de México. ISBN 9786073070829.

### Narrativa
- Adame González, Dulce María; Castro Ricalde, Maricruz; Escalante, Evodio; García Pérez, David; Hernández Landa Valencia, Verónica; Jiménez Aguirre, Gustavo; Kurz Essmeister, Andreas; Martínez Carrizales, Leonardo; Pulido Herráez, Begoña; Ramos, Luis Arturo; Silva, Alejandra; Sperling, Christian; Viveros Anaya, Luz América (2019). Ligera de equipaje: itinerarios de la novela corta en México. Ciudad de México: Universidad Nacional Autónoma de México / Instituto de Investigaciones Filológicas (UNAM) (Ediciones especiales; 96) / Centro de Estudios Literarios [UNAM]. ISBN 9786073019170.